# Segelfluggelände Kusel

i7
i11
i13
Das Segelfluggelände Kusel, auch Segelfluggelände Kusel-Langenbach genannt, liegt in der Gemeinde Langenbach im Landkreis Kusel in Rheinland-Pfalz, etwa 2 km südwestlich von Langenbach und etwa 9 km südwestlich von Kusel.

## Flugbetrieb
Das Segelfluggelände ist mit einer 800 m langen und 30 m breiten Start- und Landebahn aus Gras (Richtung 10/28) ausgestattet. Es besitzt eine Betriebszulassung für Segelflugzeuge, Motorsegler und Ultraleichtflugzeuge. Der Start von Segelflugzeugen erfolgt per Windenstart oder Flugzeugschlepp. Die Benutzung des Segelfluggeländes durch platzfremde Ultraleichtflugzeuge erfordert die vorherige Zustimmung des Platzhalters (PPR). Der Halter und Betreiber des Segelfluggeländes ist der Flugsportverein Kusel e. V. Der Verein wurde 1965 gegründet.